# Jean d'Aragon (archevêque de Tolède)
 (avril 2024).
Pour les articles homonymes, voir Jean d'Aragon.
Jean d'Aragon (vers 1301-19 août 1334, El Pobo) était un infant d'Aragon. Il était le fils du roi Jacques II d'Aragon et de sa seconde épouse Blanche d'Anjou-Sicile dite Blanche de Naples. Il fut archevêque de Tolède et auteur de traités de théologie.